# 赫諾絲和格爾塞蜜
在北歐神話中，赫諾絲（Hnoss）和格爾塞蜜（Gersemi）是弗蕾亞（Freya）和奧德（Odur）的女兒。
她們兩人名字的意思，都是指「寶石」。由於她們都長得非常美麗可愛，所以他們的名字也成了北歐人對一切美麗高貴事物的代稱。